# Tabla (carpintería)

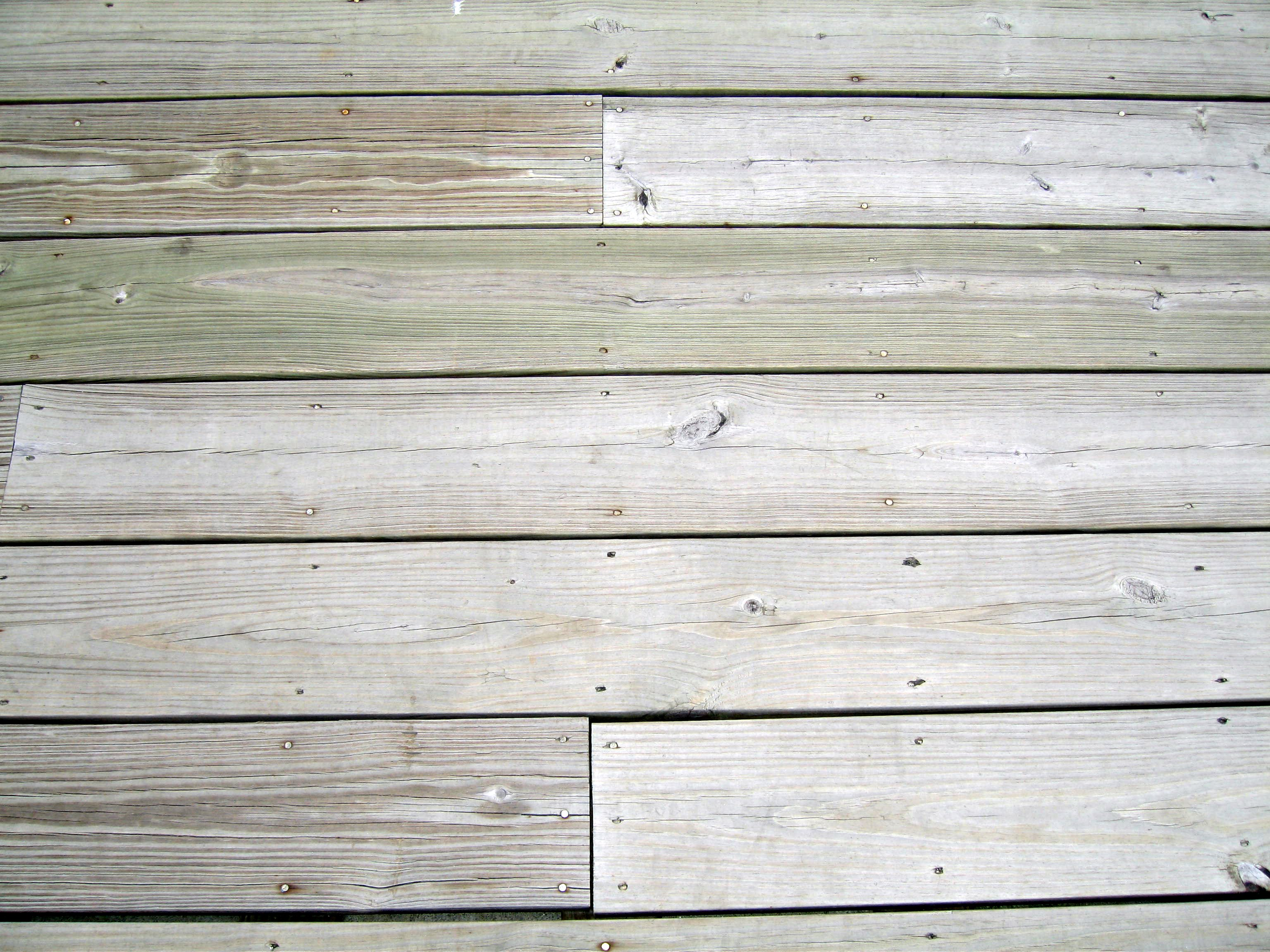
Tablas de madera como las empleadas en la construcción.

Se denomina tabla (del latín: tabula) a una pieza de madera plana, alargada y rectangular, de caras paralelas, más larga que ancha y más ancha que alta. Los espesores usuales son de 22, 27, 34, 41 y 45 milímetros. Cuando es gruesa se denomina tablón. Cuando no es de madera maciza sino que está compuesta por varias tablas delgadas pegadas entre sí  para formar una más gruesa (contrachapado) o bien por virutas apelmazadas (conglomerado), usualmente con melamina, se denomina tablero.

## Usos
Es muy antiguo su uso para construir casas de madera, incluidos suelos, revestimientos y muebles. También sirve como soporte para numerosas labores; su empleo como estantería o balda (para almacenar alimentos, libros...) se origina en el hábitat de la casa neolítica, donde la tabla era el lugar que los pastores curaban los quesos. La tabla de madera flota en el agua; con ellas se construyen botes y barcos; sirve pues para desplazarse en el agua como, por ejemplo, las primeras tablas de surf.